# Marcantonio II Borghese
Marcantonio II Borghese, I principe di Sulmona (Roma, 3 luglio 1601 – Roma, 19 gennaio 1658), è stato un nobile italiano.

## Biografia

### Infanzia
Nato a Roma il 3 luglio 1601, Marcantonio era figlio di Giovanni Battista Borghese (poi principe di Vivaro) e di sua moglie, la nobildonna Virginia Lante. Suo zio paterno era papa Paolo V al quale dovette gran parte della propria futura carriera, mentre suo cugino fu il cardinale Scipione Caffarelli-Borghese.
Venne battezzato col nome di suo nonno, padre del pontefice e primo Borghese a trasferirsi a Roma dalla nativa Siena. La sua nascita fu un evento grandioso in famiglia dopo tredici anni di matrimonio dei suoi genitori, scongiurando così il pericolo dell'estinzione del ramo romano della casata dei Borghese. Su di lui, dunque, complice anche la nomina dello zio al soglio pontificio nel 1605, si concentrarono gli onori della casata: la Repubblica di Venezia gli concesse la nobiltà veneta, come pure la Repubblica di Genova il 17 aprile 1606. Il 26 settembre 1608, il re di Spagna Filippo III insignì il piccolo Marcantonio dell'Ordine di Calatrava col titolo di cavaliere.

### Principe di Sulmona
Fu infine sempre per la mediazione di papa Paolo V e per il forte ascendente di quest'ultimo sulla Spagna negli anni del suo pontificato che la famiglia Borghese di cui era membro venne onorata col titolo di Principe, ottenendo il feudo di Sulmona nel 1610 da Filippo III. Ad ogni modo, dopo la morte del padre, sua madre venne costretta dal pontefice a ritirarsi in convento presso il monastero romano di San Lorenzo in Panisperna: alla base di tale drastica decisione da parte del pontefice, pare vi fu una sua indiscreta intromissione negli affari della chiesa quando venne a sapere di un progetto di matrimonio per il figlio Marcantonio con una delle figlie del re di Francia, Enrico IV, unione a cui il pontefice teneva moltissimo. Virginia confidò questa voce al fratello il quale a sua volta allertò la diplomazia spagnola che era sempre attenta affinché i rapporti tra la Francia e la Santa Sede non si ravvicinassero eccessivamente. Venuto a conoscenza del fatto, Paolo V rinunciò al proprio progetto per il bene della chiesa, ma decise di rivalersi sulla cognata.
Fu allora che Marcantonio venne accolto da suo zio direttamente negli appartamenti pontifici dove suo cugino Scipione Caffarelli-Borghese venne nominato suo tutore. Nel 1613 ottenne dal pontefice in dono il monumentale palazzo di famiglia presso Campo Marzio.

### Trattative matrimoniali e matrimonio
Ai Borghese, ora, rimaneva comunque il problema di un giusto matrimonio da contrarre per potersi inserire appieno nel novero dell'aristocrazia più rilevante e pertanto Paolo V intervenne nuovamente nella vita del giovane Marcantonio, tentando di programmare un matrimonio coi Medici del Granducato di Toscana, progetto che però non ebbe buon esito.
Nel 1612, rassegnato, il pontefice cercò di ripiegare su un matrimonio forse meno nobile ma che sicuramente avrebbe garantito l'inserimento dei Borghese nelle famiglie aristocratiche romane: venne previsto infatti un matrimonio tra Marcantonio e Maria Camilla Orsini, figlia di Virginio Orsini, duca di Bracciano, e di Flavia Peretti Damasceni, pronipote di papa Sisto V. Secondo i contratti matrimoniali sottoscritti dallo stesso pontefice, la sposa si impegnava a portare in dote la cifra di 100.000 ducati che avrebbero garantito ai Borghese un notevole patrimonio da investire. Le nozze, ad ogni modo, poterono essere celebrate solo nel 1619 quando Marcantonio raggiunse la maggiore età, e vennero celebrate dallo stesso pontefice nella nuova cappella da lui stesso fatta costruire presso il Palazzo del Quirinale.
A questo matrimonio anche il re di Spagna diede una propria approvazione formale con la creazione di Marcantonio a capitano di una compagnia di uomini d'arme del Regno di Napoli. Con la morte dello zio papa e del cugino cardinale che lo nominarono entrambi loro erede universale, la fortuna di Marcantonio crebbe ancora di più divenendo una delle maggiori dell'epoca a Roma con moltissimi feudi nella campagna romana (tra i principali Mentana, Palombara, Montefortino, Olevano, Monteforte, Montecompatri, Monteporzio, Torretarquinia, ecc.).

### Morte
Morì a Roma il 19 gennaio 1658 e la moglie decise di intraprendere vita claustrale, fondando nel 1676 il monastero di Santa Maria Maggiore all'Esquilino dove si ritirò in odore di santità. Dopo la sua morte venne dichiarata venerabile. Premorto al Marcantonio l'unico suo figlio, nominò erede suo nipote Giovanni Battista Borghese, II principe di Sulmona.

## Discendenza
Marcantonio Borghese e la principessa Maria Camilla Orsini ebbero un solo figlio:
- Paolo (20 gennaio 1624-24 giugno 1646)[2], sposò nel 1638 la principessa Olimpia Aldobrandini.

## Ascendenza
|                                                |               |                     | Genitori |  |  | Nonni |  |  | Bisnonni       |  |  | Trisnonni         |  |
|                                                |               |                     |          |  |  |       |  |  | Jacopo Boghese |  |  | Borghese Borghese |  |
|                                                |               |                     |          |  |  |       |  |  | Jacopo Boghese |  |  | Borghese Borghese |  |
|                                                |               | …                   |          |  |  |       |  |  | Jacopo Boghese |  |  |                   |  |
| Marcantonio Borghese                           |               |                     |          |  |  |       |  |  | Jacopo Boghese |  |  |                   |  |
|                                                |               | Margherita Saracini | …        |  |  |       |  |  |                |  |  |                   |  |
|                                                |               | Margherita Saracini | …        |  |  |       |  |  |                |  |  |                   |  |
|                                                |               | Margherita Saracini | …        |  |  |       |  |  |                |  |  |                   |  |
| Giovanni Battista Borghese, principe di Vivaro |               | Margherita Saracini |          |  |  |       |  |  |                |  |  |                   |  |
|                                                |               | Orazio Astalli      | …        |  |  |       |  |  |                |  |  |                   |  |
|                                                |               | Orazio Astalli      | …        |  |  |       |  |  |                |  |  |                   |  |
|                                                |               | Orazio Astalli      | …        |  |  |       |  |  |                |  |  |                   |  |
| Flaminia Astalli                               |               | Orazio Astalli      |          |  |  |       |  |  |                |  |  |                   |  |
|                                                |               | …                   | …        |  |  |       |  |  |                |  |  |                   |  |
|                                                |               | …                   | …        |  |  |       |  |  |                |  |  |                   |  |
|                                                |               | …                   | …        |  |  |       |  |  |                |  |  |                   |  |
| Marcantonio II Borghese, I principe di Sulmona |               | …                   |          |  |  |       |  |  |                |  |  |                   |  |
|                                                | Michele Lante | Gerardo Lante       |          |  |  |       |  |  |                |  |  |                   |  |
|                                                | Michele Lante | Gerardo Lante       |          |  |  |       |  |  |                |  |  |                   |  |
|                                                | Michele Lante | Lucrezia Compagni   |          |  |  |       |  |  |                |  |  |                   |  |
| Ludovico Lante                                 | Michele Lante |                     |          |  |  |       |  |  |                |  |  |                   |  |
|                                                |               | Antonina Astalli    | …        |  |  |       |  |  |                |  |  |                   |  |
|                                                |               | Antonina Astalli    | …        |  |  |       |  |  |                |  |  |                   |  |
|                                                |               | Antonina Astalli    | …        |  |  |       |  |  |                |  |  |                   |  |
| Virginia Lante                                 |               | Antonina Astalli    |          |  |  |       |  |  |                |  |  |                   |  |
|                                                |               | Girolamo Maffei     | …        |  |  |       |  |  |                |  |  |                   |  |
|                                                |               | Girolamo Maffei     | …        |  |  |       |  |  |                |  |  |                   |  |
|                                                |               | Girolamo Maffei     | …        |  |  |       |  |  |                |  |  |                   |  |
| Lavinia Maffei                                 |               | Girolamo Maffei     |          |  |  |       |  |  |                |  |  |                   |  |
|                                                |               | Antonia Maffei      | …        |  |  |       |  |  |                |  |  |                   |  |
|                                                |               | Antonia Maffei      | …        |  |  |       |  |  |                |  |  |                   |  |
|                                                |               | Antonia Maffei      | …        |  |  |       |  |  |                |  |  |                   |  |
|                                                |               | Antonia Maffei      |          |  |  |       |  |  |                |  |  |                   |  |